# Vendula Beránková
Vendula Beránková (* 18. září 2000) je česká florbalistka, reprezentantka a bronzová medailistka z Mistrovství světa 2023. V nejvyšších soutěžích Česka a Švýcarska hraje od roku 2017.

## Klubová kariéra
Beránková s florbalem začínala v klubu FC Bučis Team. Ještě v dětském věku přešla do oddílu Tigers Jižní Město. Za ten nastoupila v sezóně 2017/2018 poprvé v Extralize žen a získala s ním bronzovou medaili.
V průběhu sezóny 2019/2020 přestoupila do Tatranu Střešovice. S Tatranem ve třech sezónách mezi lety 2020 a 2023 postoupila vždy do semifinále, což bylo nejlepší umístění týmu od ročníku 2005/2006. Několik let byla kapitánkou týmu.
Od sezóny 2023/2024 hraje ve švýcarské nejvyšší soutěži v týmu Piranha Chur, společně se svou reprezentační spoluhráčkou Eliškou Trojánkovou.
V létě 2024 změnila švýcarskou ligu za českou - stala se hráčkou týmu 1. SC Tempish Vítkovice NATIOS, se kterým dokázala sezónu 2024/2025 zakončit svým prvním mistrovským titulem v kariéře.

## Reprezentační kariéra
V juniorské reprezentaci hrála Beránková na Mistrovství světa ve florbale žen do 19 let 2018, kde získaly bronz.
Ještě předtím ale hrála za ženskou reprezentaci na Mistrovství světa žen v roce 2017, kam byla nasazena v 17 letech bez předchozí zkušenosti v seniorské reprezentaci. Hrála i na dalších třech šampionátech. Na posledním v roce 2023 získala s českým týmem druhou českou ženskou bronzovou medaili.
V září 2023 na Euro Floorball Tour byla u první české porážky Švédska.
| Umístění         | Soutěž                                           |
| ---------------- | ------------------------------------------------ |
| 4.               | Mistrovství světa ve florbale žen 2017           |
| Bronzová medaile | Mistrovství světa ve florbale žen do 19 let 2018 |
| 4.               | Mistrovství světa ve florbale žen 2019           |
| 4.               | Mistrovství světa ve florbale žen 2021           |
| Bronzová medaile | Mistrovství světa ve florbale žen 2023           |